# Рахманов, Мадраим Рахманович
Мадраим Рахманович Рахманов (май 1912, Хивинское ханство — неизвестно) — советский узбекский хозяйственный, государственный и партийный деятель.

## Биография
Родился в мае 1912 года в Хивинском ханстве. Член КПСС с 1940 года.
С 1932 года — на хозяйственной, общественной и политической работе. В 1932—1961 гг. — на советской и партийной работе в Узбекской ССР, заместитель председателя Исполнительного комитета Хорезмского областного Совета, председатель Исполнительного комитета Хорезмского областного Совета, слушатель Высшей партийной школы при ЦК ВКП(б), 1-й секретарь Хорезмского областного комитета КП(б) — КП Узбекистана.
Избирался депутатом Верховного Совета Узбекской ССР 4-го созыва. Делегат XIX, XX и XXI съездов КПСС.
Умер после 1983 года.